# Pèl & Ploma
Pèl & Ploma va ser una revista artística i literària que va editar 100 números del 3 de juny de 1899 al desembre de 1903. Va ser finançada per Ramon Casas, que a més a més va ser el seu director artístic i principal il·lustrador, mentre que Miquel Utrillo, que en va ser l'ànima i el seu redactor únic durant molt de temps, hi va publicar la part més important, juntament amb Forma, del seu pensament artístic. A aquest duo s'uní també Leandro Galceran, que va oferir-se per a fer-se càrrec de la part administrativa.
Pèl i Ploma deriva directament de la publicació Quatre Gats i és alhora predecessora de la revista Forma. Després de gairebé quatre anys d'activitat i amb 100 números publicats, Pèl i Ploma tanca les portes com una de les revistes més representatives del modernisme català. Com a impulsora d'aquest moviment, va esdevenir un important referent i una plataforma de promoció de l'art modern.

## Orígens i història
Ramon Casas i Miquel Utrillo ja havien col·laborat junts en la realització de la revista Quatre Gats, revista de la qual s'ha de considerar que Pèl i Ploma deriva. De fet el primer número de Pèl i Ploma surt una setmana després que l'últim de Quatre Gats, amb una fisonomia pràcticament idèntica a la de la seva predecessora (mateix format, distribució de les il·lustracions i directors). L'únic que les diferenciarà en primera instància serà, per una part el canvi de propietari, Casas succeeix a Pere Romeu, i una lleugera variant en l'autoria dels continguts. Així, mentre que Quatre Gats va ser sempre una publicació coral a Pèl i Ploma Miquel Utrillo i Ramon Casas signaran, durant gairebé tot el primer any de la revista, tots els escrits l'un i els dibuixos l'altre.
En la presentació del primer número de Pèl i Ploma Utrillo deixa notar que amb Pèl i Ploma la seva intenció és la d'apropar-se a un tipus de publicació artística com les que els arriben de França, Anglaterra i Alemanya. En aquell moment no hi havia res en l'àmbit nacional que estigués a l'altura de les revistes europees. Aquesta carència es pensava que, en part, es devia a la manca de llibertat que tenien els seus il·lustradors, ja que aquests s'havien d'adaptar sempre a les exigències de l'editor. Com Casas es podia permetre el finançament d'una revista, a Pèl i Ploma es podrà prescindir de l'editor.
En la presentació d'aquell primer número també es denotava un dels principals motius de la publicació de la revista: donar sortida als molts dibuixos de Ramon Casas, inquirint amb això en una finalitat propagandística i fins i tot comercial, ja que amb això Casas volia vendre més dibuixos i que li encarreguessin més quadres.
Pel que fa al títol de la revista, Pèl i Ploma, Utrillo també ens dona una explicació en la presentació:
«El títol de Pèl & Ploma no és cap trobada feliç ni té res a ver am el que publicarà (...) Pèl i Poma és una locució catalana ràpida i si s vol, el pèl pot ser el dels pinzells i la ploma la d'escriure. N'hi ha que s pensen que és un diari de cassa: tant de bo que també sigui de pesca!».
Pel que fa a la història de la revista, podem distingir una primera etapa, que correspon al primer any, en la qual va sortir setmanalment, amb el subtítol de “Setmanari dibuixat per R. Casas i escrit per M Utrillo”. La secció literària és a càrrec de Utrillo, amb esporàdiques aportacions d'altres escriptors com Vilanova, Marquina, Pellicer o A. Mestres. Els dibuixos són de R. Casas, exceptuant algunes publicacions on apareixen dibuixos de Pichot, Pellicer, fotografies d'obres d'en Llimona o reproduccions de quadres de Rusiñol.
El segon any de la revista, correspon a la segona etapa, on comença a ser quinzenal, i pren per subtítol “Periòdich quincenal amb dibuixos”. Utrillo acull altres escriptors coneguts, d'entre ells al crític Jordà, el poeta Marquina, Apel·les Mestres i Santiago Rusiñol. Casas continua fent la major part de les il·lustracions, però podem veure alguns dibuixos de Pichot, Opisso i Sorolla entre altes. La quasi totalitat dels articles i dels dibuixos en aquest període, estan consagrats a l'Exposició Universal de 1900 a París, ciutat on Utrillo i Casas viuen gran part de l'any.
El tercer any comença a editar-se mensualment. Pren per subtítol “Revista mensual d'Art”. “En aquest tercer any, veiem grans variacions, en primer lloc un marcat interès per les personalitats estrangeres i per l'art antic, així la major part dels retrats que es publiquen pertanyen a persones de fora d'Espanya i les reproduccions, més nombroses que les il·lustracions, segueixen la mateixa tendència. En lo referent al nou interès que desperten les antiguitats, veiem com reprodueixen obres de A. Cano, o escultures del Monestir de Poblet.” Per altra banda, prenen importància els números monogràfics
El quart any i últim del període, no presenta grans canvis amb l'anterior etapa. Tot i que no desapareixen, hi ha menys monogràfics. “Amb respecte a la il·lustració de la revista, podem dir que s'incrementa l'afició pel passat, pels artistes estrangers, encara que reprodueixen obres d'artistes d'aquí. Cal esmentar que al últim número de la revista (el 100), van publicar els retrats de diversos periodistes barcelonins, tots dibuixats per Casas, com un homenatge que el mateix retia a la premsa barcelonina.

## Format i disseny

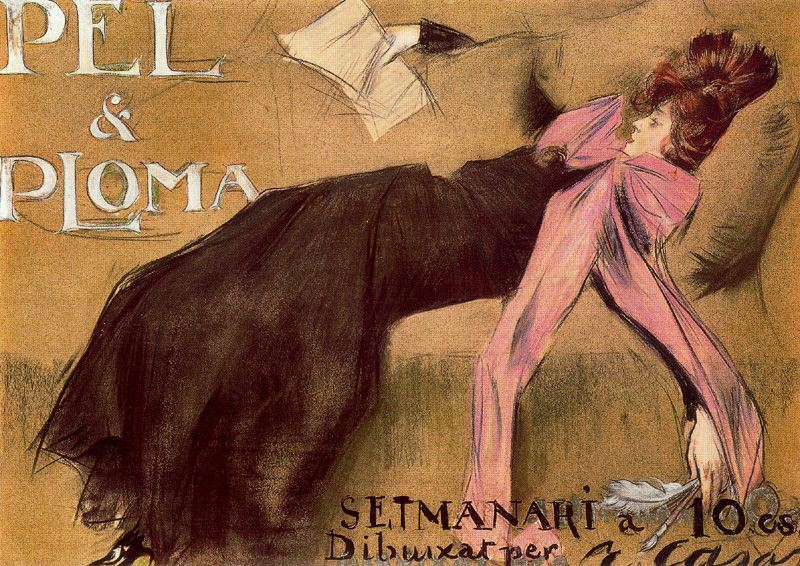
Jove decadent

Durant els dos primers anys Pèl i Ploma seguirà els preceptes d'edició que s'havien dut a terme amb Quatre Gats. Serà a partir de la tercera etapa de la revista quan el format canviï radicalment, ampliant el seu nombre de pàgines, reduint el seu format i apostant per una impressió en paper estucat de gran qualitat.
Així, els exemplars de Pèl i Ploma de tot el primer any seran impresos de 332 x 236 mm, a dos colors i de quatre pàgines (com ho van ser els de Quatre Gats). La primera i l'última d'aquestes quatre pàgines constava d'un dibuix original de Ramon Casas. Les dues pàgines interiors són tipogràfiques a dues columnes, amb comentaris artístics i humorístics de Miquel Utrillo. A més en aquestes pàgines s'intercalen, sempre ben diferenciats del text, anuncis comercials, tots ells dibuixats per Casas. En aquesta primera etapa, Pèl i Ploma havia estat impresa sempre en els tallers de L'Avenç.
La nova temporada de la revista s'inaugurarà amb un canvi per la casa Seix. Pel que fa a la qüestió gràfica, aquesta nova temporada molt aviat comportarà canvis. I de seguida esdevindrà el canvi de quatre pàgines a deu, augment que es justificava amb el canvi de periodicitat. Ara la revista passa de ser setmanal a ser quinzenal.
A partir del tercer any, amb el número 77 de la revista, Pèl i Ploma es fa un rentat de cara. Lluny de les quatre pàgines amb què s'inicià la publicació de Casas i Utrillo, Pèl i Ploma serà ara una revista mensual, impresa en un paper estucat de gran qualitat, 32 pàgines i d'un format lleugerament més petit que l'original: 207 x 300 mm.
Ara la revista vol ser una luxosa edició artística i literària, i això es deixa veure a les abundants reproduccions d'alta qualitat que s'exposen a tot color. El nou Pèl i Ploma serà imprès en els tallers de J. Thomas, qui mostrarà el seu domini en totes les possibilitats del fotogravat i de la tricomia.
Dintre de les publicacions modernistes catalanes, Pèl i Ploma - igual que Quatre Gats i més tard, tot i que en menor mesura, també Forma - han estat identificades com les publicacions de clara ascendència francesa, una mica diferents de les que es van veure per aquells anys a Barcelona. Això s'explica pel fet que tant Casas com Utrillo passaran gran part de l'any a París. Inspirades en les publicacions parisenques fins al punt que Eliseu Trenc afirma que aquestes revistes «enriqueixen encara més el panorama de la premsa il·lustrada de Montmartre, en particular de Gil Blas i del Le Rire».
Així mateix, ens recorda Eliseu Trenc que tota la gràfica de la revista, com l'art de Ramon Casas, està directament relacionat amb els cartellistes francesos Toulouse-Lautrec i Steilen que representen una branca del modernisme més realista i sintètic. Aquesta estètica, no era tan comú en les altres publicacions modernistes catalanes, on van proliferar les sanefes i els gestos serpentejants per decorar els textos. Lluny d'aquest gust Pèl i Ploma aposta per una compaginació equilibrada, i fins i tot convencional. El text es disposa a dues columnes simètricament i sempre sense ornamentar.

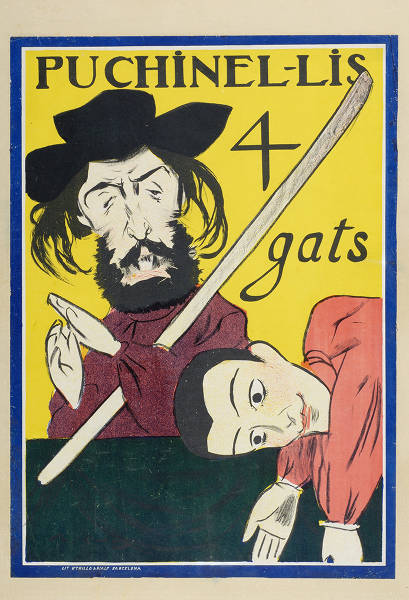
Cartell putxinellis quatre gats-MAE-25221

És també Eliseo Trenc qui puntualitza, que, tot i que Pèl i Ploma s'adhereix a l'escola francesa, la il·lustració de les seves pàgines són mostra d'un gran eclecticisme. Cosa que Trenc pensa que es deu, a l'obertura d'esperit de Miquel Utrillo que possibilitava la dispar confluència de «artistes tan simbòlics com Xiró, expressionistes vitalistes com Bonnín, el líric delirant o Riquer, el místic evanescent».

### Els anuncis
Fins a la segona meitat del segle xix l'anunci reproduït en la premsa era quelcom d'inèdit. Un invent que es desenvolupa per primera vegada en aquesta època i que a Catalunya veiem en format il·lustrat per primera vegada i de manera seriosa a la revista La Ilustració Catalana. En general els anuncis van omplir les últimes pàgines de les revistes, així es va veure en Quatre Gats i els últims números de Luz. Amb Pèl i Ploma, en canvi, no serà tant així i els anuncis seran disposats també a les pàgines interiors amb força llibertat. Quant a les dimensions dels anuncis, aquests varien enormement i trobem des dels molt petits (aquests amb una preferència pel format horitzontal) fins als que ocupen una pàgina sencera.
Majoritàriament els anuncis que Pèl i Ploma publiqui seran il·lustrats per Ramon Casas, però fins al 1901 no tots seran seus. Això canvia en 1901, moment en el qual Casas passa a ser l'autor de tots. Molts són els anuncis que en 100 números Pèl i Ploma publicarà, tot i així podem destacar els realitzats per al Taller de Joyeria de R. Callís, Els Billards T. Mayol, Puchilellis 4 Gats, Pallejà Decoradors, Pianos Chassaigne, Escofet Tejera, Torrat de cafè Tupinambra o Fayans Català.

## Fundadors

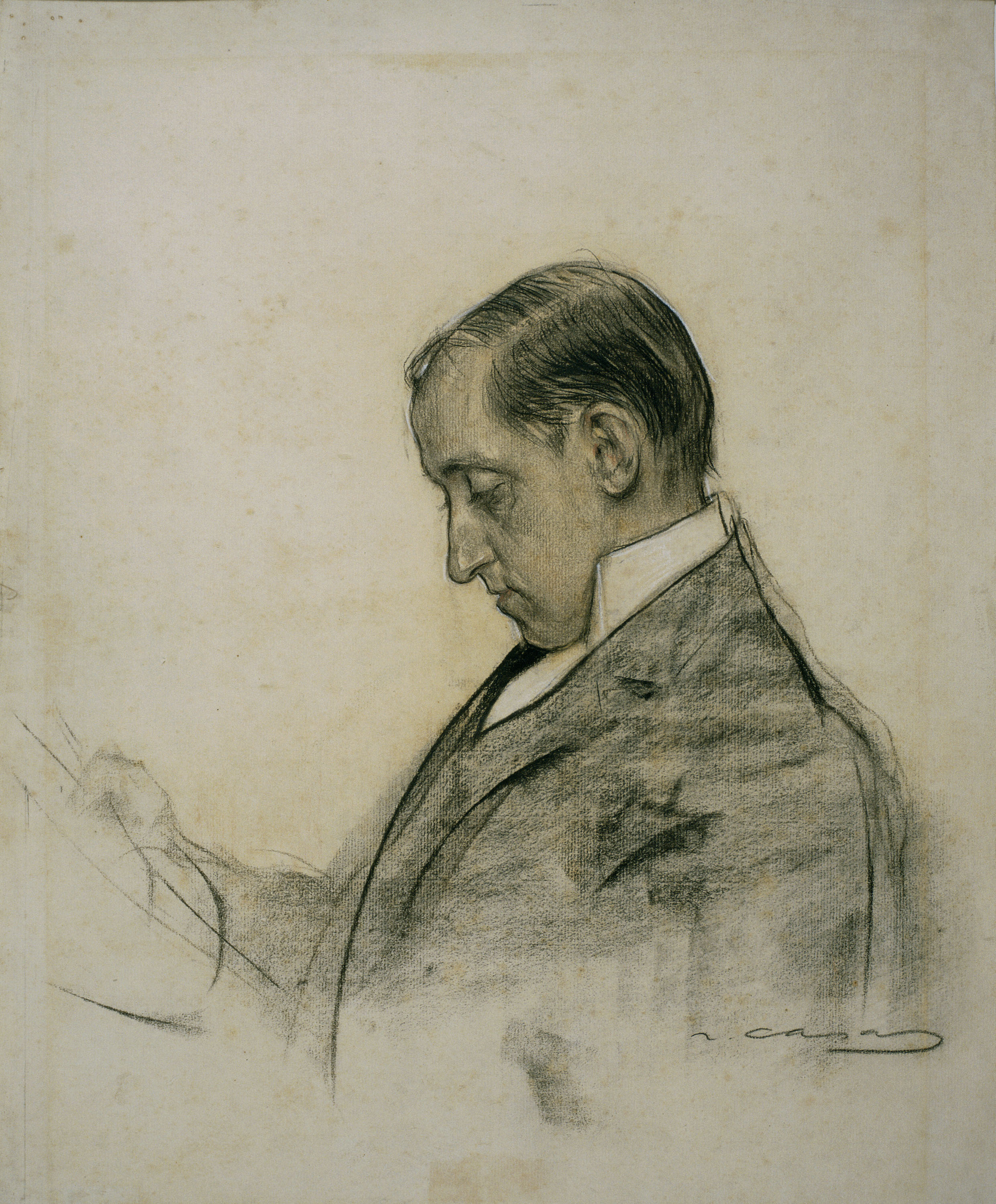
Ramon Casas - MNAC- Miquel Utrillo- 027258-D 021402

### Miquel Utrillo
Miquel Utrillo i Morlius (Barcelona, 16 de febrer de 1862 – Sitges, Garraf, 20 de gener de 1934) va estudiar enginyeria, agricultura i belles arts, a més de ser pintor i una figura clau pel desenvolupament de la societat artística de la Barcelona dels últims anys del segle xix.
Es presenten dificultats a l'hora de posicionar la seva figura en un camp determinat a causa de la intensa activitat polifacètica que va des de la seva etapa com a historiador, crític d'art i periodista fins a arribar a esdevenir fins i tot viu organitzador d'activitats de caràcter artístic.
Gran erudit d'aquella època, destaquem la seva figura per ser un dels membres fundadors juntament amb Ramon Casas de la revista Pel i Ploma. Se'l classifica d'escèptic durant aquesta etapa, mostrant-ho així en els seus escrits, von es pot apreciar una certa anarquia i inconnexió, fent-los sovint inintel·ligibles.
Va participar també a altres publicacions com a Forma i Luz, von va donar a conèixer autors fins aleshores desconeguts com podien ser: Nonell, Opisso, Daunier, Denis, Picasso, etc.
Digne posar en relleu és la seva col·laboració a l'Exposició Universal de Barcelona de 1929, on va participar amb la construcció del Poble Espanyol de Barcelona.

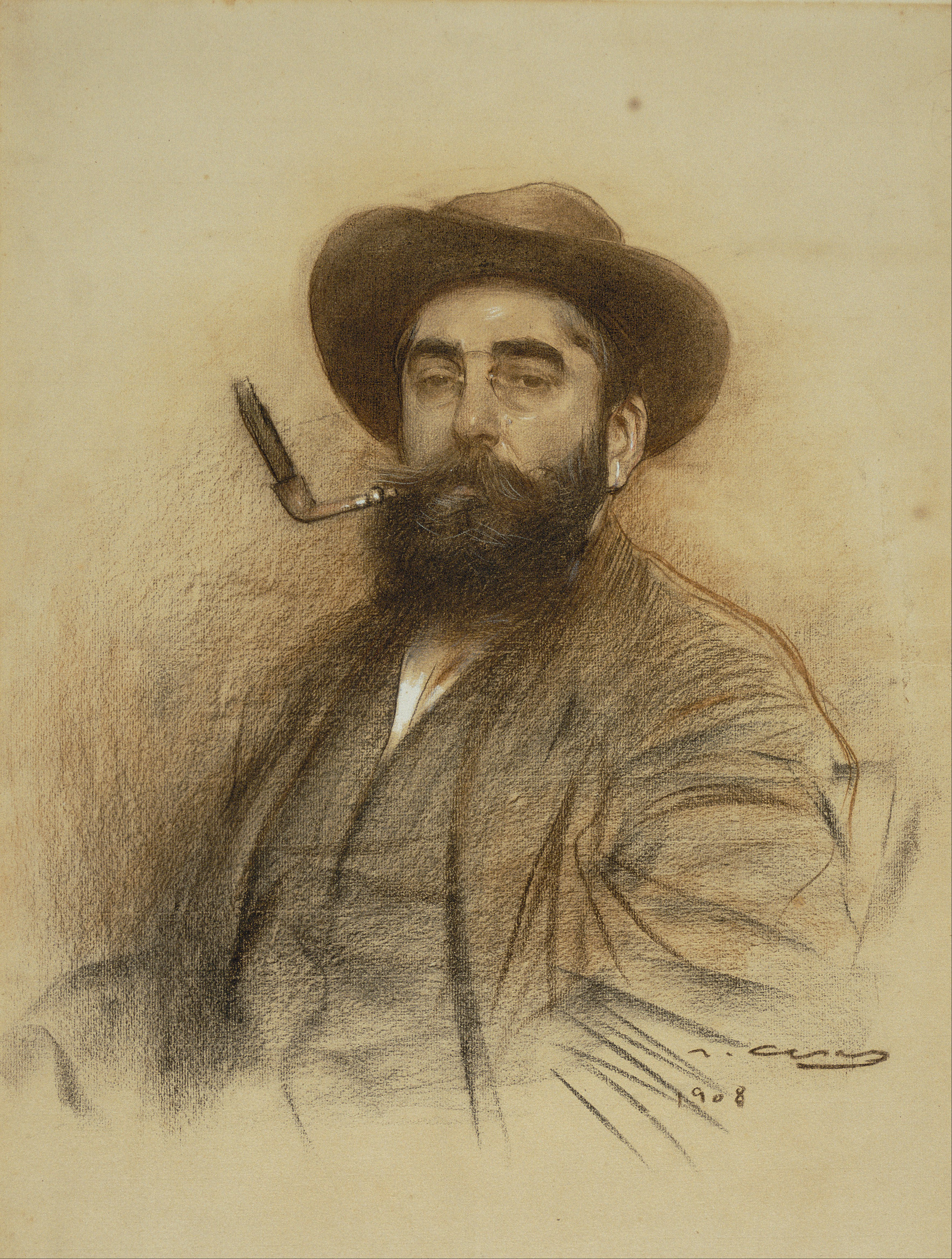
Ramon Casas - Self-portrait - Google Art Project (559678)

### Ramon Casas
Ramon Casas Carbó (Barcelona, 5 de gener de 1866 – 29 de febrer de 1932) nascut a una família burgesa, ja des de molt d'hora es va sentir atret pel dibuix. En un primer moment va estudiar al taller de Juan Vicens. Va viatjar a París sota la protecció del metge Carbó, lloc von va estudiar amb Carolus Durán. Més tard va residir a Madrid, von va poder apreciar les obres exposades al Museu del Prado, especialment l'obra de Velázquez. De retorn a París estudià junt amb Rusiñol i Ignacio Zuloaga Zabaleta a l'Academia Gener. És a la capital francesa on va poder gaudir de l'ambient artístic que hi havia, llocs com le Moulin de la Galette varen esser freqüentats per ell junt a altres personatges que esdevingueren importants a la seva vida com Miquel Utrillo i Rusiñol.
A Barcelona es va donar a conèixer com a artista junt amb Rusiñol a les exposicions periòdiques organitzades per ambdós a la Sala Parés que van des del 1889 fins al 1890.

## Col·laboradors

### Literaris

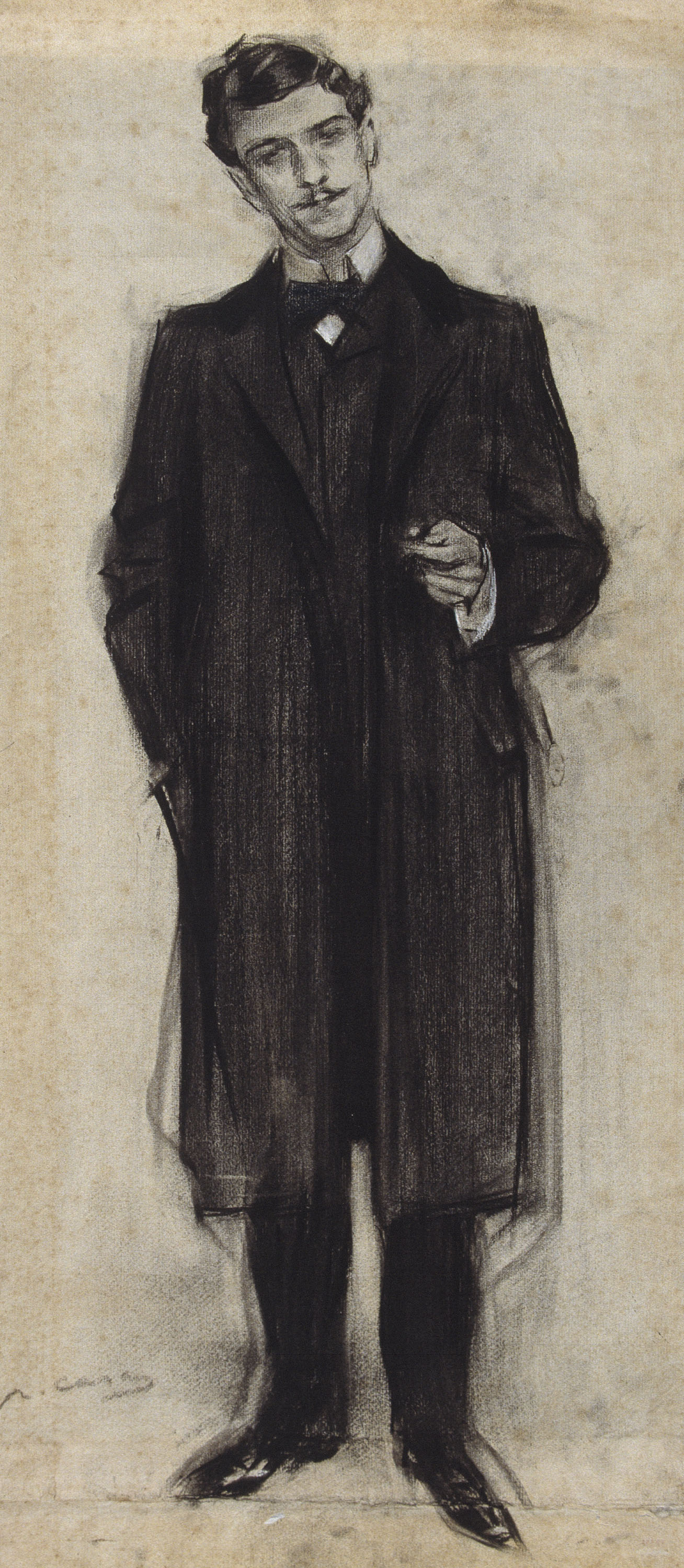
José León Pagano, dibuix de Ramon Casas (col·lecció MNAC)

Per a la redacció de Pèl i Ploma varen col·laborar amb més o menys intensitat: Pere Coll i Rataflutis, Enrique Fuentes, Pompeu Gener i Babot, Ignacio Iglesias, Josep Maria Jordà i Lafont, Lluís Labarta i Grañé, Pedro Moles, Manuel de Montoliu, Rafael Moragas, Eugeni d'Ors, Josep Maria Sert, E. Suñol i Joaquim Torres Garcia. A part, a alguns que hi col·laboraven se'ls hi va dedicar també un número monogràfic, exemples són: Joan Maragall, Eduard Marquina, Apel·les Mestres i Josep Pijoan. També amistats dels membres fundadors i grans personalitats en el panorama artístic català d'aquells temps hi treballaran, serà un exponent important en Santiago Rusiñol
Hi trobem també articles i composicions de personatges clau per al desenvolupament del modernisme, i això va fer que n'esdevingués un símbol. Entre els personatges que li donen aquest caràcter propugnador hi trobem a Pompeu Fabra amb el desig de convertir el català en una llengua moderna, el crític d'art Raimon Casellas, el crític teatral Joan Gay, el poeta condeixeble de Maragall Guillem August Tell i Lafont i altres escriptors que ja hi actuaven dins la revista L'Avenç, von també hi col·laborà entre altres Ramon Casas, hi trobem personatges com: Narcís Oller, Jaume Massó Torrents i Ramon D. Perés. També hi escriuen autors de tendència simbolista com el fundador de Luz Josep María Roviralta i l'escriptor de tendència decadent Rafael Nogueras Oller o personatges renovadors del moviment modernista com Emili Guanyabens. Per el contrari autors de tarannà més classicista i, per tant, propers al noucentisme, com Gabriel Alomar i Villalonga també hi participaran. S'hi podrien destacar altres d'importància rellevant en l'àmbit literari: Miguel de Unamuno, Àngel Guimerà i Alexandre de Riquer.
Alguna vegada també es publicaren articles i fragments escrits per autors estrangers que podien ser traduïts o publicats amb la llengua d'origen. Això es va produir a partir de la segona etapa de la revista, alguns dels autors que hi apareixen són: Anatole France, Gerhart Hauptmann, Tristan Klingsor, Paul Lecrec, José León Pagano, Henry Leriche i Georges Lecomte.

### Artistics

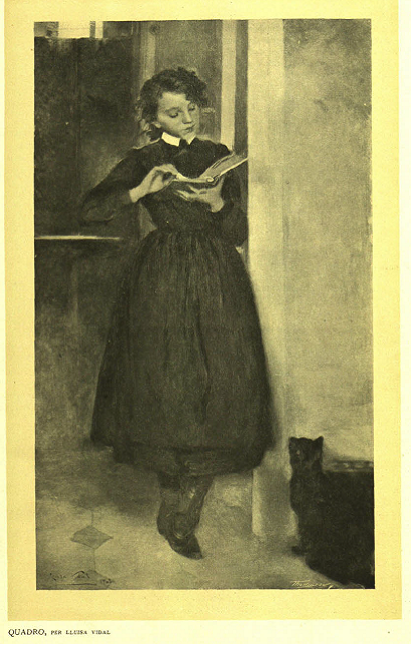
La nena del gatet negre pintat per Lluïsa Vidal

Pel i Ploma no va tenir col·laboradors artístics de manera directa, ja que els dibuixos que s'inclogueren no es varen fer expressament per la revista. Respecte a això s'ha de dir que la revista, malgrat les diferents etapes que va passar, va estar disposada a rebre obertament les novetats del seu temps, les seves publicacions ho feien pales reconeixent els nous valors artístics que s'hi succeïen. D'aquesta manera alguns dels artistes d'avantguarda durant aquells anys eren reconeguts, un exemple clar el trobem en Picasso, del qual no només es van publicar obres seves sinó que també se'l reconeix artisticament en diversos articles d'Utrillo. I aquest no és l'únic, també es van publicar obres de Bonnin Canals, Nonell i d'artistes de generacions anteriors com Eliseu Meifrèn, Alexandre de Riquer i Ignacio Zuloaga Zabaleta mitjançant els números monogràfics del tercer any de la revista. Hem d'esmentar altres obres d'en Mas i Fontdevila i l'Apeles Mestres amb els quals Casas tenia contacte sigui per amistat o per pròpia admiració envers aquests. No d'oblidar és la intensa amistat d'aquest amb en Rusiñol, ambdós van col·laborar conjuntament al llarg de la seva vida, el que facilitaria la publicació de les seves obres a la revista.
Altres artistes espanyols dels quals també es publicaran obres foren: Joaquim Mir i Trinxet, R. Domingo, Manuel Feliu, Baldomer Galofre, Anselmo Guinea, Lluís Labarta, Opisso, Pellicer, Marià Pidelaserra, Ramon Pichot, Lorenzo Rosselló, Joaquim Sorolla i Bastida, Torres Garcia, Lluïsa Vidal i Vilanova i Xiró.
Però també els artistes estrangers hi són presents, un paper important el prenen els artistes francesos, que coneixien ambdós fundadors a través dels seus viatges a París, i en especial per la inspiració que havia trobat Casas en l'obra d'aquests per alguns dels seus quadres, Henri de Toulouse-Lautrec i Steinlen en son exemples clars que mostraren el criteri artístic obert a totes les novetats que va segur la revista. Per tant, veiem que hi ha una gran varietat d'artistes, això era l'objectiu de la revista, ja que amb aquesta es volia obtenir una visió global del succeir il·lustratiu de l'època. Altres artistes que hi apareixen són: Besnard, Cottet, Degouve, Hassall, Hoeter, Leandre Lerolle, May Fhill.
També s'hi publicaren fotografies d'estatues esculpides per: Lambert Escaler, Joan Llimona, Rodin i Ismael Smith a alguns dels quals se'ls va dedicar un número monogràfic.

## Ideologia

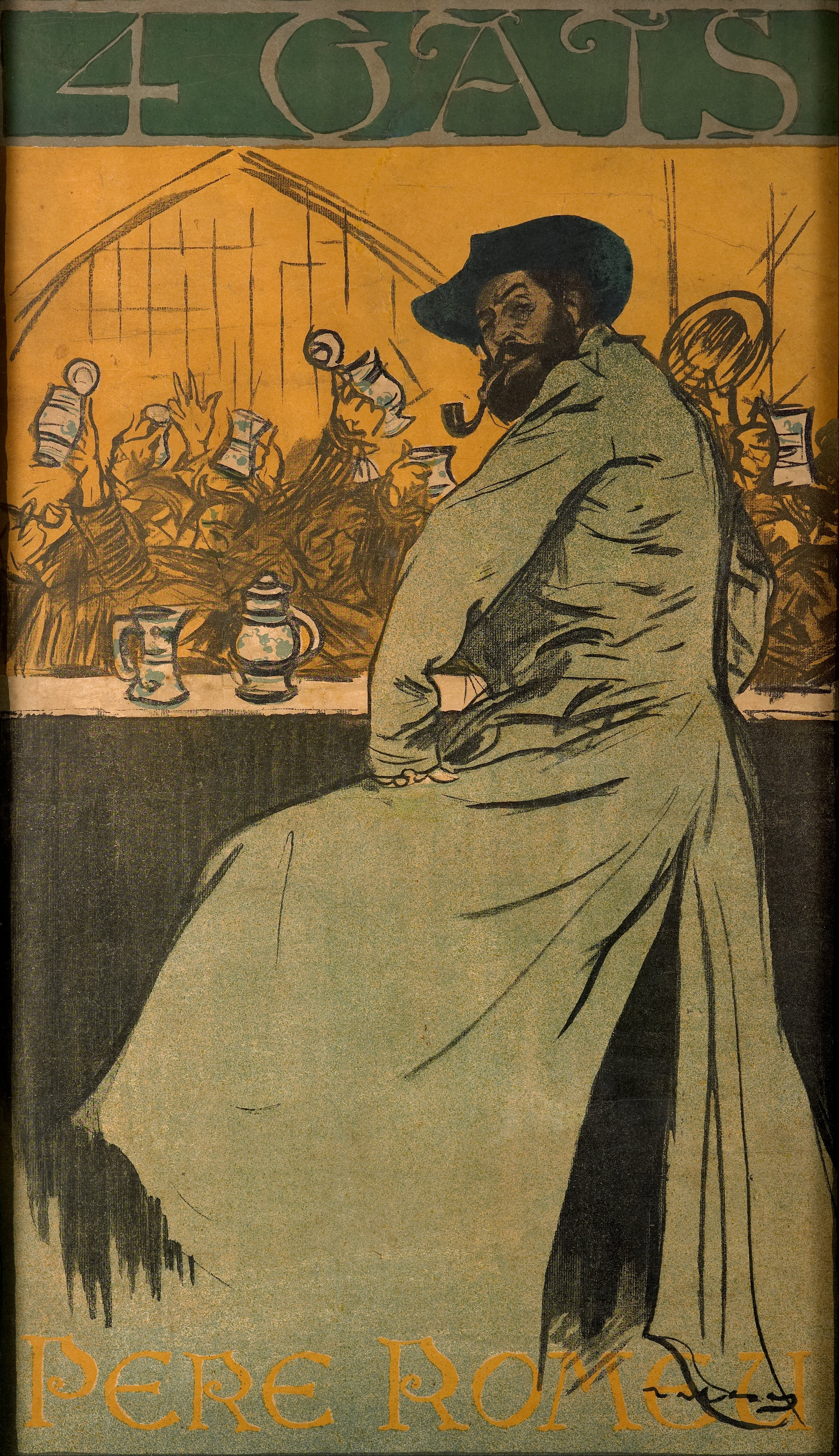
Ramon Casas - 4 Gats - Google Art Project

Podem inscriure la revista dintre del corrent modernista, però segons Ramón Pla, “encara que considerem PÈL & PLOMA com a modernista, ho és més pels seus gravats, la seva tipografia, però el seu contingut literari és “lleugerament decebedor”.
Així veurem que la revista s'edita en català, mira molt cap a París, molts dels seus articles estan traduïts al francès. A partir del segon any, apareix una publicació en castellà, més barata, que es deia “Pluma y Lápiz” i que fou de curta durada. “Era exactament el que pretenia ser l'altra, però amb una orientació molt més directa.”. I per altra banda, en aquest mateix any el mateix Utrillo declara la seva intenció de dirigir-se cap a un públic més tancat, concretament de tarannà més artístic: “Destinat exclusivament al public que ha correspost als nostres esforços, será més directament dirigida an ell que al public desconegut que el comprava. Quan començàrem ens ferem la il·lusió d'interessar a poc a poc al públic que compra coses a dèu centims; més en això han sortit un xic errades les profecies que ns ferem i en les que no crèiem gaire. Ara ns encararem més i més al public més tancat d'aficionats a l'art, sense renunciar pera més tard a escampar un semmanari d'art popular”.
Segons Camarero Gómez, és degut també al mateix Utrillo l'èxit de la revista, ja que fa costat als joves valors de l'art i la literatura, i la manté sempre dintre d'un cert esperit de tolerància, procurant apartar-se d'idees polítiques o religioses.
“Pèl & Ploma, continuant la tasca de Quatre Gats i, en el terreny artístic i literari, la que havien iniciat L'Avenç i Catalònia, “representa el triomf del modernisme, sobretot en el seu aspecte plàstic, i és la gran introductora a Catalunya de l'esperit europeu, renovador, d'aquella fi del segle XIX i dels inicis del XX, en què va publicar-se.”.

## Temes

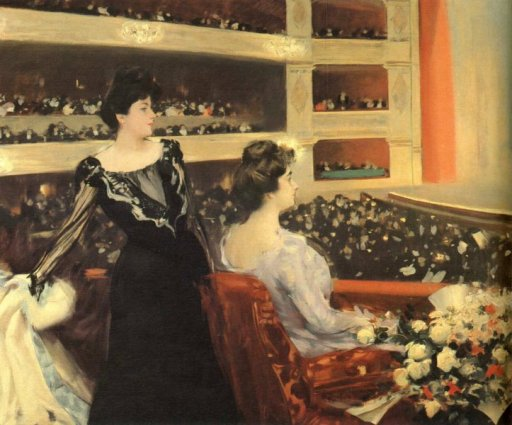
Casas-CL-Liceu

El més destacat de la revista és l'aportació artística, a través d'aquesta s'hi reflecteix la situació sociopolítica i cultural del moment. Segons Gloria Camarero Gómez, la gran innovació temàtica que apareix aquí, és la representació del que succeeix a la moderna ciutat industrial, ells capten l'ambient dels espectacles, de les diversions públiques, dels cafès, dels suburbis, etc. Per altra banda, el símbol de la dona lliure, emancipada, reflex d'una nova era (tantes vegades retratada per Casas), representa la vida de la burgesia optimista, oberta a l'adopció de tot el que succeeix a l'estranger. És aquesta dona, que participa en la vida pública, la que s'adoptarà com a model per il·lustrar cartells d'exposicions, espectacles, revistes, d'estableciments de qualsevol tipus. És la gran innovació del moment. Aquesta representació femenina no és nova en el camp de l'art, però ara, aquesta imatge és reflex no només de l'encant físic, sinó també d'un cert encant interior. Encara que, s'ha de destacar, que al costat d'aquestes dones, també ens mostra una dona abatuda, trista, nostàlgica, producte de el corrent decadentista tan influent a l'època, i que ens mostra també la capacitat que tenia el pintor de captar la psicologia femenina.
Un altre dels temes més tractats a la revista són “els baixos fons” de la ciutat industrial, i un altre cop, encara que la temàtica no és nova, la gent representada aquí és diferent en la seva concepció, ja que la pobresa augmenta considerablement, i hi ha un canvi de valors, que dona peu a tota mena de malalties físiques i mentals noves.”.
Trobem molt representada també tota la temàtica del món de l'espectacle, en les seves diverses variants: les marionetes, el cabaret, les diversions públiques, entre d'altres. Interès aquest que es correspon amb aquesta necessitat de representar la nova ciutat industrial. Entroncant amb aquesta mateixa línia, trobem la representació d'ambients del carrer: el carrer amb els seus venedors ambulants, cafès a l'aire lliure, etc.
Per acabar, no podem deixar de parlar del retrat, tantes vegades reproduït per Casas a la revista. Apartat aquest de gran importància a causa de l'immens llegat que va deixar de personalitats de l'època, representades de manera natural i espontània, allunyant-se de qualsevol idealització.

## Exposicions a la Sala Parés

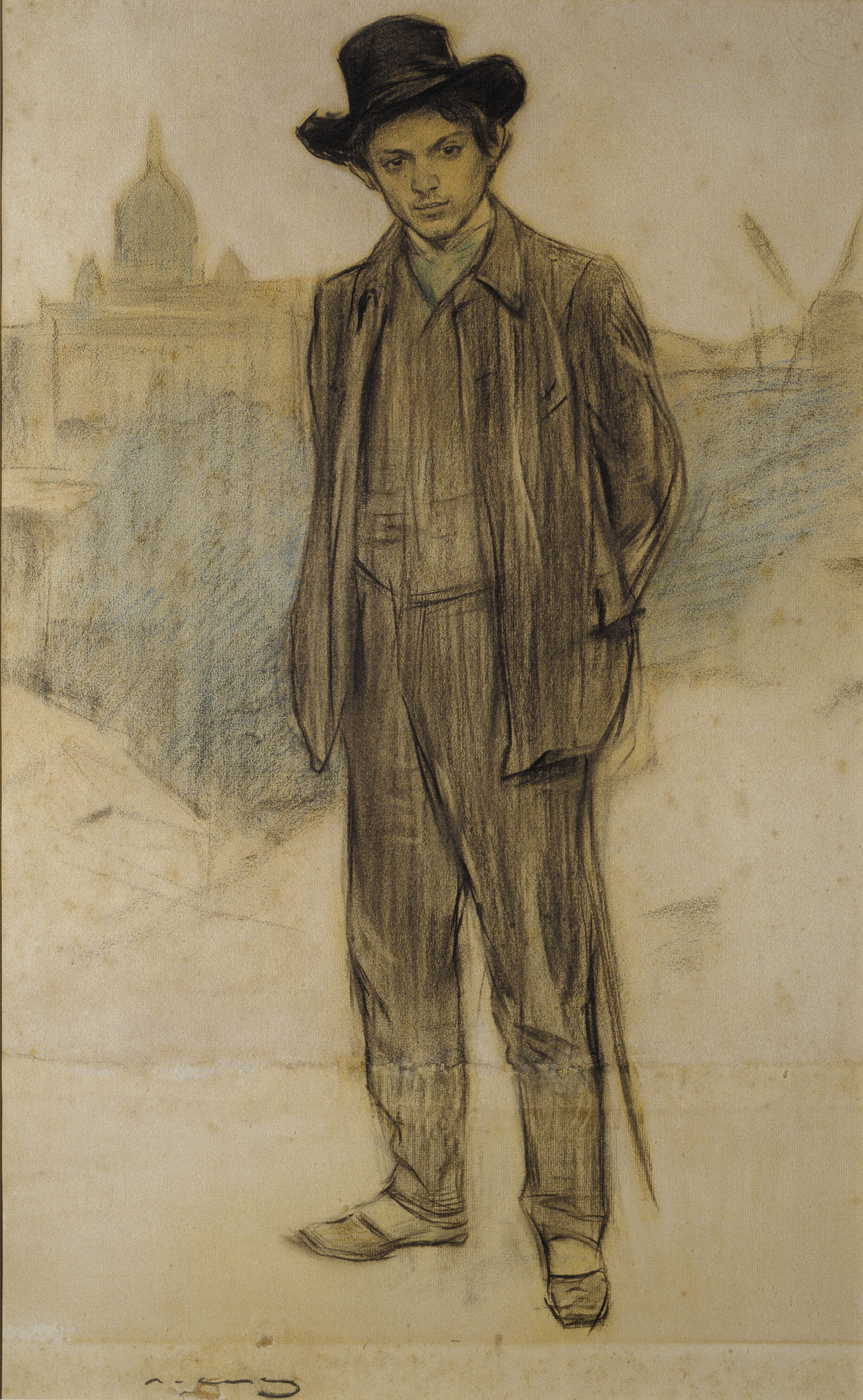
Ramon Casas - Retrat de Pablo Picasso

La Sala Parés, ubicada a Barcelona (al número 3 del carrer Petritxol), inicia la seva activitat el 1840 com un establiment per la venda de material artístic i de decoració interior, s'inaugura com a galeria en 1877, i, amb una reforma l'any 1884 (que la dotà de molta llum natural i grans dimensions), esdevé molt important per a la comunitat artística per les seves qualitats expositives. Tot i no tenir l'exclusiva d'aquest mercat, tot fa pensar que es va mantenir com la principal sala perquè esdevingué com lloc de trobada setmanal per a molts barcelonins i punt de visita obligada per als forasters.
En un primer moment es feien exposicions col·lectives, amb canvis setmanals, però no hi havia criteri expositiu. Va ser la primera exposició individual de Ramon Casas, la que es va erigir com la més innovadora: organitzada per Pèl & Ploma en 1898. S'hi mostrava una sèrie de retrats contemporanis que Casas havia fet per als subscriptors de la revista; i a aquest fet insòlit (muntar una exhibició individual, temàtica d'un artista jove) s'afegien les reformes en la decoració i il·luminació de la sala feta per Utrillo, com a expressió d'una nova manera de plantejar-se l'exhibició, diferent del tipus “magatzem” i sense intenció imperant fins aleshores.
Per anunciar aquestes exposicions es feien invitacions i fulletons (fet que responia a la iniciativa de l'artista més que al de la galeria). Novetats, totes aquestes, que es van estendre a altres sales d'exhibició comercial.
A més d'aquestes novetats, durant la vida literària de Pèl & Ploma, les il·lustracions de Casas van protagonitzar dues exposicions més a la Sala Parés, amb l'objectiu de mantenir-se viva i autopromocionar-se davant del seu públic. En aquesta sala també es van fer sorteigs de dibuixos, olis i esbossos de Casas, sempre dirigits als subscriptors de la revista. Aquests fets augmentaren el nombre de subscriptors, i alhora van suposar una important injecció econòmica per al seu finançament.

## Taula de Continguts

### Primera etapa: 3/06/1899 - 26/05/1900
| Nº       | Data       | Textos i Autors | Dibuixos i Autors | Exposicions i concursos | Personalitats de què es parla                                                              |
| -------- | ---------- | --- | --- | --- | ------------------------------------------------------------------------------------------ |
| 1        | 3/06/1899  | - Miquel Utrillo: Textos de presentació. | - Ramon Casas: Sense títol (portada), sense títol (dona amb barret), Billarts T. Mayol, Pianos Chassaigne, Puchinel·lis 4 gats, Sense títol (tres homes en diagonal). | --- | - Francisco Miquel i Badia - Rosa Bonheur                                                  |
| 2        | 10/06/1899 | --- | - Ramon Casas: Albert de Sicília Llanas i Castells, Venus ciclista.                                                                                                   | - Cartells catalans al'Ateneu barcelonès. - IV Exposició de Belles Arts del Circol de Sant Lluc.                                                         | - Albert Llanas.                                                                           |
| 3        | 17/06/1899 | - Miquel Utrillo: La ginesta. | - Ramon Casas: Taller de joyeria de R. Callis, Sense títol camperola amb mocador vermell).                                                                            | --- | - Ernest Chausson.                                                                         |
| 4        | 24/06/1899 | - Miquel Utrillo: Les filles del rei Herodes. | - Ramon Casas: Cap, fondo rosa; Decoracións d'habitacions Pallejà, Germans Sanchis; Foc de Sant Joan.                                                                 | --- | - John Bull.                                                                               |
| 5        | 1/07/1899  | - Alexandre de Riquer: Crisantemes. | - Ramon Casas: Sense títol (cap de dona); Retrat d'Alexandre de Riquer i Anglada.                                                                                     | - Salons de Paris. | - Puvis de Chavannes.                                                                      |
| 6        | 8/07/1899  | --- | - Ramon Casas: Deu kilos, 100 a sota. | - Exposición de carteles artísticos en Madrid. | - Amadeu Vives.                                                                            |
| 7        | 15/07/1899 | --- | - Ramon Casas: A la platja | - Exposición de carteles artísticos en Madrid. | - Santiago Rusiñol.                                                                        |
| 8        | 22/07/1899 | - A de Baran: Los instantáneos de Pèl i Ploma. | - Ramon Casas: Goma ciclista. - E. B: Sense títol (comic amb escenes de treballadors i mariners al port)                                                              | --- | - Joaquim Mir                                                                              |
| 9        | 29/07/1899 | --- | - Ramon Casas: El clavell, Retrat de Pompeyo Gener i Babot. | - Exposició Universal de Paris (pintura). - Exposició de tarjetes postals il·lustrades. (Ostede i Venecia)                                               | - Pompeu Gener.                                                                            |
| 10       | 5/08/1899  | - Miquel Utrillo: Del Teatre Líric | - Ramon Casas: Miss Gardenia; Escofet Tejera & Co, Mosaicos Hidráulicos; Aprenent de ciclista.                                                                        | - Exposició de cartells a Madrid. | ---                                                                                        |
| 11       | 12/08/1899 | --- | - Ramon Casas: Pèl & Ploma, Sense títol (cotxe de policia vermell) | - Exposició Universal de Paris (pintura). - Exposició de Van Dyck (Anvers)                                                                               | - Apel·les Mestres.                                                                        |
| 12       | 19/08/1899 | - Miquel Utrillo: L'Influència de l'art en la politica. | - Ramon Casas: Idili, Retrat de Joaquim Mir i Trinxet. | - Concurs de l'Union Centrale des Arts décoratifs, Paris. - Exposició Universal de Paris.                                                                | ---                                                                                        |
| 13       | 26/08/1899 | --- | - Ramon Casas: L'hamaca, Teatre íntim, Sense títol (dona estirada en un camp).                                                                                        | - Charles Lamoureux: Trista & Isolda, Nouveau Thêatre de Paris.                                                                                          | - Charles Garnier.                                                                         |
| 14       | 2/09/1899  | - Miquel Utrillo: Vocabulari artístic de l'aprenent. | - Ramon Casas: Sense títol (dona de perfil), Tornada de Badalona. | --- | - Mascagni.                                                                                |
| 15       | 9/09/1899  | - Miquel Utrillo: La vida resseguida. | - Ramon Casas: El primer cabell blanc, Sereno! (o nublado), | --- | - Marius André.                                                                            |
| 16       | 16/09/1899 | - Miquel Utrillo: El teatre a Cristiania i a Barcelona. | - Ramon Casas: Al fi d'estiu, Sense títol (home escribint). | --- | - Maurice Kufferath                                                                        |
| 17       | 23/09/1899 | - Miquel Utrillo: Teatre lírics... de fora. | - Ramon Casas: Sense títol (cap de dona), Enric Morera i Viura. | - Concurs de La societat italiana d'art públic. - Exposició de Ramon Casas en la Sala Parés.                                                             | - Enric Morera.                                                                            |
| 18       | 30/09/1899 | --- | - Ramon Casas: Nocturn en blau, Ignacio Zuloaga Zabaleta. | - Exposició de Rusiñol a L'Art Nouveau, Paris. | - Ignacio Zuloaga.                                                                         |
| 19       | 7/10/1899  | - Miquel Utrillo: Art Usual. | - Ramon Casas: La festa major, exercicis espirituals; Ball de festa major.                                                                                            | --- | ---                                                                                        |
| 20       | 14/10/1899 | --- | - Ramon Casas: Sense títol (cap de dona), L'Art Décoratif, Retrat de Joan Chia.                                                                                       | - Exposició de Ramon Casas a la Sala Parés. - Concurs del Circol de Sant Lluc. - Saló de La Vanguardia.                                                  | - Nonell.                                                                                  |
| 21       | 21/10/1899 | - Apel·les Mestres: Inter nos. | - Ramon Casas: Sense títol (cap de dona), Retrat d'Apel·les Mestres.                                                                                                  | --- | - Claudio Lorenzale.                                                                       |
| 22       | 28/10/1899 | Número que llista totes les obres de Ramon Casas exposades a la Sala Parés fins al moment. | - Ramon Casas: Dibuix que decora les invitacions a l'exposició de; Pèl i Ploma, La pintora, Ramon Casas Carbó.                                                        | --- | ---                                                                                        |
| 23       | 4/11/1899  | - E. Marquina: Elegia (a Puvis de Chavannes), Epitafi (a Burne Jones). | - Ramon Casas: L'enterro de la nuvia. - Apel·les Mestres: Sense títol (tres calaveres).                                                                               | --- | - Giovanni Segantini. - Don Francisco Miquel i Badia.                                      |
| 24       | 11/11/1899 | - M. Utrillo: El sorteig d'originals | - R. Casas: Pintora & Model | Exposició a la Sala Parés de Ramon Casas | Joan Gay i Sra. Pichot de Gay                                                              |
| 25       | 18/11/1899 | - E. Vilanova: Presentació - E. de Fuentes: En Vilanova | - R. Casas: Estudi del naturali retrat de Vilanova | - | Emili Vilanova                                                                             |
| 26       | 25/11/1899 | - M. Utrillo: Escenes de la Vida de Bohemia | - R. Casas: En Montero en el paper de Marcel de La Bohemia, Retrat de Rusiñol                                                                                         | Concurs internacional de cartells (Hannover) | Santiago Rusiñol                                                                           |
| 27       | 02/12/1899 | - M. Utrillo: Madame Réjane a Barcelona | - R. Casas: Madame Réjane | - | Madame Réjane                                                                              |
| 28       | 09/12/1899 | - M. Utrillo: de l'Intel·lectualisme a Catalunya | - R. Casas: Si no l'aguanto | - | -                                                                                          |
| 29       | 16/12/1899 | - M. Utrillo: Els dibuixos d' aquest numero | - R. Casas: A. Rusiñol i Frederic Rahola | - | - Albert Rusiñol (president del Foment) - Frederic Rahola (secretari del Foment)           |
| 30       | 23/12/1899 | - M. Utrillo: Nadal - E. Marquina: Desde altres terres | - R. Casas: Política estrangera | Concurs cartell Carnaval de 1900 | Charles Lamoureaux                                                                         |
| 31       | 30/12/1899 | - Pepet: La-nena, prosa - M. Utrillo: Els Ignocents | - R. Casas: 1900 Feliç any nou | - | -                                                                                          |
| 32       | 06/01/1900 | - M. Utrillo: Janer i camell perdut | - R. Casas: Noia | - Exposició de Fabrés a Can Robira - Exposició l'Hispania a Can Parés - Exposició permanent al Circol Artístic - Cartells de carnestoltes a Quatre Gats  | -                                                                                          |
| 33       | 13/01/1900 | - J. Maragall: Sol, Solet, una missa del gall, La Dona hermosa, Musica de Mozart, l'esposa parla, Poesia popular, Soleiada - M. Utrillo: Joan Maragall | - R. Casas: quan jo era petit vivía arraulit i retrat de Maragall | - | Joan Maragall                                                                              |
| 34       | 20/01/1900 | - M. Utrillo: Els tres toms!!!, l'honor i la gloria | - R. Casas: TOMas, TOMaset & TOMasó i Capa i Manto | - | - Charles de Sivry - León Deschamps - Berlioz - John Ruskin                                |
| 35       | 27/01/1900 | - M. Utrillo: el doctor Robert, Ignacio Zuloaga | - R. Casas: Capet d' estudi i Retrat del Dr. B. Robert | - Exposició anyal de Can Parés - Exposició de R. Pichot a la Sala Hesséle (París)                                                                        | Doctor Bartomeu Robert                                                                     |
| 36       | 03/02/1900 | - J. Verdaguer: Tristor - I. Iglesias: Cançó de bresol - E. de Fuentes: L'Aucell - J. Maragall: Cant de retorn - E. Guanyabéns: L'ona - A. Mestres: Nit d' hivern, Croquis d' hivern - P. Gener: Records d' un fred memorable - J. Massó Torrents: Agonia | - R. Pichot: pera ls Concerts Gay - R. Casas: La Candelera, La Capsalera, L'ultima xula, Els repatriats, Modes d' Hivern                                              | - | -                                                                                          |
| 37       | 10/02/1900 | - J.L. Pellicer: Carta oberta i endarredida a l'amic n' Enric de Fuentes - M. Utrillo: En Josep Lluís Pellicer | - R. Casas: J.L. Pellicer - Pellicer: Croquis, La Pau en temps de guerra, L'ovació den Titella                                                                        | - Concurs del Blanco y Negro (Madrid) - Concurs de cartells de Fiter i Planas(fabricant de blondes i puntes)                                             | Josep Lluís Pellicer                                                                       |
| 38       | 17/02/1900 | - A. Mestres: La Rosons, Els Poemes de Mar | - G. Bertran: Estudi pera l calendari de la casa fills - R. Casas: La segesse des nations                                                                             | Exposició d' Alfred Stevens (París) | -                                                                                          |
| 39       | 24/02/1900 | - M. Utrillo: Carnestoltes, el Sarau dels nens - H. Frantz: Lo que diu den Rusiñol l'Art décoratif | - R. Casas: Que animals! S' han tornat les Saturnals!!! | - | -                                                                                          |
| 40       | 03/03/1900 | - M. Utrillo: En Ramon Casas se n' ha anat a Paris, Projectes, Cartells artístics, Revistes regionals estrangeres | - R. Casas: T. Mariani, E. Paladini, V. Zampieri | - | - Teresa Mariani - Ettore Paladini - Cav. Vittorio Zampieri (Companyia italiana de teatre) |
| 41       | 10/03/1900 | - M. Utrillo: La Comedia Francesa, En Lluís Millet, Vincent d' Indy a Madrid | - R. Casas: Estudi al clarió, A. Nicolau, L. Millet | - Exposició de n' Roig a Can Parés - Exposició de Carlos Vázquez als Quatre Gats - Concurs de cartells de El Liberal                                     | - Mestre Antoni - Nicolau - Lluís Millet (musics que dirigiràn el concert del Liceu)       |
| 42       | 17/03/1900 | - M. Utrillo: Josep Llimona esculptor, Els objectes d' art den Josep Llimona, Una comedia de Cyrano de Bergerac | - J. Llimona: 2 estudis del natural i 5 fotografies d' obres - R. Casas: Retrat de Llimona                                                                            | - | Josep Llimona (escultor)                                                                   |
| 43       | 24/03/1900 | - M. Utrillo: E. Marquina poeta, Quadro den Zuloaga - E. Marquina: Impressions d' altres terres; carta oberta, Den Goya, L'elegia de les cases, Los pisadores de uvas, L'Hivern                                                                           | - R. Casas: Retrat de Marquina | Exposició al Museo del Prado | - E. Marquina - Ignacio Zuloaga - Maria Pichot - Joan Gay                                  |
| 44       | 31/03/1900 | - J. Gay: En Carles G. Vidiella - M. Utrillo: Art Usual, L'ambient artístic, Teatre Intim: Representació d' "Espectres" d' Ibsen | - R. Casas: L'Esfinx Parisenc, dibuix del natural, Retrat de Vidiella                                                                                                 | - | Carles G. Vidiella                                                                         |
| 45       | 07/04/1900 | - M. Utrillo: Sobre ls jardins den Rusiñol, An en Marquina poeta, Els gravats d' aquest número, Joan Gay - Rusiñol (lletra) i J. Gay (musica): El Jardí Abandonat (partitura)                                                                             | - S. Rusiñol: Jardins d' Espagne i 2 reproducció de quadres - R. Casas: Retrat de J. Gay                                                                              | - | - Santiago Rusiñol - Joan Gay                                                              |
| 46 & 47  | 21/04/1900 | - P. Coll: Abans de tirar teló Carta de París - M. Utrillo: L'inauguració de l'Exposició | - R. Casas: 4 dibuixos fets a l'Exposició Universal | - Exposició Universal de París - Exposició del Círcol de Sant Lluc a Can Parés - Propera exposició de R. Casas a Can Parés                               | - Joaquim Malats (pianista) - Falguière (escultor francès)                                 |
| 48 & 49  | 05/05/1900 | - J. Massó Torrents: El Fluviol - M. Utrillo: Jaume Massó Torrents | - R. Casas: Dibuix del natural, Retrat de J.M. Torrents, Modes de primavera                                                                                           | - Exposició Universal de París - Concurs de cartells de la casa Fiter Y Planas - Concurs de cartells de La Caja de Previsión y Socorro - El Saló de 1900 | - Hermen Anglada (pintor) - Jaume Massó Torrents - Munkaczy (pintor d' Hongria)            |
| 50 al 52 | 26/05/1900 | - M. Utrillo: Pèl & Ploma ja té un any, Petit balanç del nostre any - F. Presas Suárez: Crit de engunia - A.B.C.: Estudis pera L'auca de l'Utrillo - E. Marquina: L'Art anonim                                                                            | - R. Casas: 2 dibuixos i 3 cobertes artístiques pera enquadernar el primer any del Pèl & Ploma                                                                        | - Exposició de R. Casas a Can Parés (i catàleg de l'exposició) - Inauguració de l'Exposició Nacional del Círculo Artístico                               | -                                                                                          |

### Segona etapa 1/06/1900 - 15/05/1901
| Nº | Data       | Textos i Autors | Dibuixos i Autors | Exposicions i concursos | Persolitats de les que es parla |
| -- | ---------- | --- | --- | --- | --- |
| 53 | 01/06/1900 | - M. Utrillo: Gracies a Deu que sé am qui tracto!!, Pèl & Ploma a Paris - E. Marquina: Els arbres - J.M. Jordá: La cançó de les rosas i Un fill de Rey estimava (cançó popular alemana, traducció de Jordá) | - R. Casas: Mlle. Clo-Clo, El temps es or, Retrat de R. Casas i de 'l Ziem, La pila de greix, vesten Antón que..., Dibuix de l'invitació pera l'exposició de R. Casas | - Exposició regional olotina - Exposició Universal de Paris (catalec general de les seccions espanyoles de Belles Arts)                       | - Ignaci Iglesias (autor dramátich) - Raimond Cassellas - Lluis Rigalt |
| 54 | 15/06/1900 | - M. Utrillo: La col·lecció de teixits antics, de Don F. Miquel Y Badía, Pèl & Ploma a Paris - E. Marquina: El Jardí Abandonat d' en Rusiñol - G.M. Jacques: Exposició Universal (de la revista L'Art Décoratif (Paris) | - R. Casas: Cap d' estudi, Mars i Venus durant l'eclipse de sol, Ja escampa (croquis parissenc), Estudi pera'l cartell de 1900 | Exposició de Rodin a l'Exposició Universal | - E. Marquina - Amadeu Vives (compositor català) |
| 55 | 01/07/1900 | - I. Iglesias: La Passa-rius - M. Utrillo: l'art en el batxillerat, Art Usual: L'Art en els edificis particulars - R. Casas: L'Exposició Universal - F. Rahola: La malalta enamorada - A. Moekel: Les banalitats indiscretes | - R. Casas: Meditació, Entrada al ball del "Moulin de la Galette", Ball del "Moulin de la Galette | - Exposició Universal de Paris (catalec general de les seccions espanyoles de Belles Arts) - Exposició de les Senyoretes pintores a Can Parés | Gaudí i la Casa Calvet (premiada pel Ajuntament de Barcelona) |
| 56 | 15/07/1900 | - E. Marquina: L'epigrama de les flors - R. Casas: L'Exposició Universal - M. Utrillo: Art Usual: Sobres d' una estatua den Millán | - R. Casas: M. Benlliure, M. Blay, E. Clarassó, Estudi pera un cartell de Pèl & Ploma | Exposició Universal | - Mariano Benlliure (escultor) - Días de Mendoza i María Guerrero (companya de teatre) - Henric Heine (poeta) - Miquel Blay (escultor) - Enric Clarassó (escultor) - Pedro Millán (escultor sevillá del segle xv) |
| 57 | 01/08/1900 | - Casas & Utrillo: Pèl & Ploma a Paris - M. Utrillo: Quo Vadis? - E. Marquina: Estreno de "El loco Dios" d' en José Echegaray al teatre de Catalunya | - R. Casas: Vel moderniste, La plataforma movible, Chauffeuse | Exposició fira a París | A. de Riquer (per la seva col·lecció de vidres catalans antics) |
| 58 | 15/08/1900 | - André Gide: De l'influencia en literatura. Conferència feta a la Llibre Esthétique (Brussel·les) | - R. Casas: Dibuix pera 'l cartell del Sanatori del Dr. Abreu, Revenedora de tickets, Molinera de la Galette i L'istiu fragment de la decoració del menjador de Can Casas | - | Joan Maragall |
| 59 | 01/09/1900 | - M. Utrillo: Olot, L'Istiu - E. Marquina: Les planes | - R. Casas: Á l'esplanada dels inválits, parisenca, estudi del natural, El coixí, El vinyet | Exposició Olotina | - |
| 60 | 15/09/1900 | - P. Coromines: Per les boscuries tenebroses - M. Utrillo: Als estimats amics de "Joventut", El nostre mar, L'Opera de Paris, periódics rebuts, Les noves cases de Barcelona | - R. Casas: Grasse matinée, Carretera, Platja de Tossa, Esperant l'ómnibus (Paris) | - | - Marquina - Sudermann (dramaturg alemany) - Puig i Cadafalch (casa Amatller) - August Vallmitjana (enginyer) |
| 61 | 01/10/1900 | - M. Utrillo: Pèl & Ploma a Londres, Pèl & Ploma a París - P. Coll: Desde París Els Cicerones | - R. Casas: La parisenca, Una aficionada | Exposició de París | A. de Riquer (per la seva col·lecció de vidres antics) |
| 62 | 15/10/1900 | - Teatre japonés: La Ghesha i 'l samuraï.' - M. Utrillo: Pèl i Ploma á Paris. - E. Marquina: Quan ens despertarém d'entre'ls morts, drama d'Henrik Ibsen. - Novas & vellas | - Ramón Casas: Paisatje de Tardor,Estudi., La Fontana, Restaurant barato, A la Galeria. | Exposició Paris 1900 | - Charpentier (Louise). - Sarah Bernhardt - Zola (L'Assommoir) - Bizet (L'Arlésienne) - Sada Yaco - Ibsen (Irene) - D'Annunzio (Giocconda)                                                                        |
| 63 | 1/11/1900  | - La Ghesha i 'l samuraï. - M. Utrillo: Pèl & Ploma a Paris. - Bibliografia. | - Ramón Casas: Estudi del natural, Si la Madalena riu el fred encara es viu, Desde ‘l meu taller, Aucell de Verdissa (Montmartre), La Madeleine. | Exposició Paris 1900 | - Vicente Medina. - Joan Maragall. |
| 64 | 15/11/1900 | - M. Utrillo: De les representacions d'Eleonora DUSE. - Albrecht de Vriendt. - M. Utrillo: Croniquetes. La plataforma móvil. - M. Utrillo: Pèl & Ploma á Londres. La col·lecció de Sir Richard Wallace. - El teatre de Bayreuth, en 1901. - Nou periódic català. - El número próxim. | - Ramón Casas: Fulleijant llibres, Albrecht de Vriendt, La modela, Menjar barato (exposició) - A. de Vriendt: Estudi | - Exposició de Belles Arts (Barcelona) - Exposició Paris 1900                                                                                 | - Eleonora Duse. - Ramón Casas. - Santiago Rusiñol. - Dumas (Dama de les Camelies) - Ganivet (Cartas Finlandesas) - Ibsen (Loevborg) - D'Annunzio (Giocconda) - Zuloaga                                           |
| 65 | 1/12/1900  | - M. Utrillo: Croniquetes. El guarda agulles. - M. Utrillo: Pel & Ploma á Londres - E. Marquina: Visions & Cants. Per Joan Maragall. - J. M. Sert: Els Jardins d'en Santiago Rusiñol | - Ramón Casas:Santiago Rusiñol, Cab…, Policemen de Londres, Sargento reclutador - Santiago Rusiñol: Hort del Duc de Gor (Granada), El laberinte (Horta), Jardins d'Aranjuez, Jardins del Generalife - P. R. Picasso: Caricatura d'en Rusiñol | Text de cel·la | Text de cel·la |
| 66 | 15/12/1900 | - E. Marquina: Paraulas de bar. - M. Utrillo: Croniquetes. Modes de París. - L. Labarta: Francesch Soler y Rovirosa. - Hugues Rebell: La musa de Montmartre. - Noves & velles. - Nadalas. - Objectes d'art. - Varias. - J. Plana y Dorca: L'ánima morta. | - Ramón Casas: Les hores tristes, La musa de Montmartre - L. Labarta: D. Francesch Soler i Rovirosa - Fotografia: Vidres antics de la col·lecció A. de Riquer | Text de cel·la | Text de cel·la |
| 67 | 1/1/1901   | - La Redacció: Felis any nou i segle xx. - E. Marquina: Lo final del lliure INDUCCIONES d'en Pompeyo Gener. - Pompeyo Gener. - M. Utrillo: Croniquetes. Fi de Sigle, vintiquatre hores, etc. - Ephrem Vincent: Pompeyo Gener. Escriptor-Filosoph-Artista. - IRIS, de Mascagni | - Ramón Casas: Pompeyo Gener, Esperant que regeixi'l rellotje del plá de la Boquería, per entrar al sigle XX, D'aquí pocs minuts, ja no serem fí de sigle! –Ja surtirá un altra bestieseta, La fí de sigle(sentada en una cadira de barrons), Concurs de Pèl & Ploma pera ‘l sigle XX - Anselmo Guinea: La maternitat - R. Pichot: I nosaltres qué farém el sigle que vé? | Text de cel·la | Text de cel·la |
| 68 | 15/1/1901  | - Avís important. - Joaquim Cabot y Rovira: August Rodin. - Rita Benaprés: Una mica d'enrahonament sobre el super home. Carta oberta. - El monument de Raimond Llull. - M. Utrillo: L'obra nova d'en Mir. - Pessebres. | - Fotografía: Buste de femme (marbre), August Rodin; Le penseur, August Rodin; Víctor Hugo (buste en marbre), August Rodin; Le Baiser, August Rodin. - Ramón Casas: August Rodin | | - Wagner - Paul Laurens |
| 69 | 1/2/1901   | - Hans Bethge:Arnold Böcklin. - José León Pagano: El Renacimiento de Cataluña y un escritor catalán supernacional. - El Gorch. Idili dramátich. | - Böcklin: Autoretrat - Ramón Casas: Quadro, Retrato de José León Pagano - Opisso: Caballitos baratos | | - Adolf Menzel - Alexandre Calame - Schirmer - Goethe - Guimerá - Oller - Rusiñol - Apeles Mestres - Rubén Darío - Pompeyo Gener - Verdaguer - Zola - Max Nordau                                                  |
| 70 | 15/2/1901  | - E. Marquina: Teatre Líric Catalá. - Apeles Mestres: Cançó d'Epitalami. - Capdevila: Cançó de Juny. (L'aligot) - Jacinto Verdaguer: Oració d'Eliezer. (Adoració dels pastors) - Ignaci Iglesias: Melangía. (La reina del cor) - J. M. Jordá: Cançó de la Rosó. (Cors joves) - Santiago Rusiñol: Oració de l'hermitá. (Cigales I Formigues) - E. Marquina: Cançó de la por. (El Llop-Pastor) - Magalháes de Azeredo: Hymno a Loïe Füller. | - Ramón Casas: Santiago Rusiñol, Ignaci Iglesias, E. Morera, J. M.ª Jordá, Joan Gay, Ilustració | | - Wagner - Pompeyo Gener - Verdaguer - E. Ibsen |
| 71 | 1/3/1901   | - Endreça. - Apeles Mestres: Cançó de Picarol. - Apeles Mestres: Cançó del Xena. - Emile Zola: Mes Haines. - E. Marquina: L'última obra d'en Tolstoi. - Ramón Masifern: Els admetllers florits. - Bibliografía - Remitit | - Ramón Casas: Dibuix, Els últims freds, E. Granados, Dimecres de cendra, C. Sadurní | | - Goethe - Víctor Català - Apeles Mestres |
| 72 | 15/3/1901  | - El Regionalisme á França. - J. Verdaguer: L'emigrant - Noves & Velles. - J. W. Goethe: Elegías de Goethe. - Faulas indias. - Italia vitaliani. - Revistas Novas | - Ramón Casas: —D'ahont treus els figurins d' aquets vestits? —Del PEL & PLOMA., La foire-aux-jambons (París) - R. Domingo: Dibuix - Daniel Urrabieta Vierge: Dibuix | | - Wagner - Richard Strauss |
| 73 | 1/4/1901   | - En Sainati i <<L'Alegría que passa>> en italià - Ignasi Iglesias: Les Fogueres - Els Ferrets | - Ramon Casas: Alfredo Sainati, Recort de la mi-careme, Pasqua florida - Sorolla: Dibuix - A Mas i Fontdevila: Dibuix - S. Rusiñol: El clown de l'alegría | | Text de cel·la |
| 74 | 15/4/1901  | - M. Utrillo: Los Hierros Artísticos - L. Xavier de Ricard - Cant del ferrer-artista - LLIBRES NOUS: Notes sobre art religiós en el Rosselló - El que diuen les revistes | - Ramon Casas: L. Xavier de Ricard, Després (ó abans) de la sessió, Eco de les festes de Tolón. - Lluis Labarta: Reixat de la capella del condestable a la catedral de Burgos, Reixa de l'escala del púlpit á la catedral de Barcelona | Text de cel·la | Text de cel·la |
| 75 | 1/5/1901   | - M. Utrillo: Antonin Mercié - Pincell: El Museo de Pintures de Barcelona - El del galliner: La Reiter - Milá del Sol: La música - Cazin | - Ramon Casas: Antonin Mercié - Fotografía: Joana d'Arc, Antonin Mercié | Text de cel·la | - Narcís Oller - Wagner |
| 76 | 15/5/191   | - El tercer any - E. Marquina: Cants deis firaires de San Pons - Lluís Labarta: Carta oberta - Milá del Sol: De música | - Ramon Casas: A l'istiu tota cuca viu, Agustí Querol, J. Antonin Injalbert | Text de cel·la | - Pablo R. Picasso - Wagner |

### Tercera etapa: 1/06/1901 - 1/05/1902
| Nº | Data      | Textos i Autors | Dibuixos i Autors | Exposicions i concursos        | Persolitats de les que es parla                                                                                       |
| -- | --------- | --- | --- | ------------------------------ | --- |
| 77 | 1/6/1901  | - El poeta Jacinto Verdaguer - Pincell: Joaquim Sorolla, pintor - E. Marquina: Del espadat al mar - Letras americanas - Pablo R. Picasso - Pau del Camp: Saló París - Miquel Utrillo: Al sortir de cán Parés - Suasus: Llibres del mes - Apeles Mestres: Rialla d'abril - Teatre - Noves & velles  | - Ramon Casas: El poeta Jacinto Verdaguer, Joaqim Sorolla, R. Picasso - J. Sorolla: Estudi - R. Picasso: Café concert de Málaga, La balladora, L'Espera - R. Pitxot: El poeta E. Marquina                                                                    | Text de cel·la                 | - John Ruskin |
| 78 | 1/7/1901  | - J. Lluis Pellicer - J. Torres García: Impresiones - Suasus: Tres companys nous - J. Pijoan: Eglogues - Tomás Allende: Letras americanas - Pedro Moles: Saktivara y Yadbhavichya - Pincell: Arxi-primitius                                                                                        | - J. Torres García: Estudi á l'oli d'ell mateix, Vora'l riu, Crepuscol - Ramon Casas: J. Pijoan, Abans del bany, Fi del sigle XIX | Text de cel·la                 | Text de cel·la |
| 79 | 1/8/1901  | - Dr. Hans Betghe: L'Art á Berlín - Apeles Mestres: Cansó trista - Poesies den Joan Maragall - Carles Capdevila: Estudis literaris - J. Pahissa: Divendres Sant - Lletres estrangeres - Eugeni Ors: A Madona Blanca María - Hans Bethge - L. Xavier de Ricard: Decreixença de la cultura francesa? | - Robert Domingo: Maquignons, Sortint del pesatge, Caballería á peu - Ramon Casas: Lluna de Mel, Melangía - Fotografía: La música heróica, Isidre Conti | Exposició Pan-Americana (1901) | - Toulouse-Lautrec - Claude Monet - Emile Claus - Ibsen - Tolstoi - Nietzsche                                         |
| 80 | 1/9/1901  | - Crítica musical - Vincent d'Indy: Le Traité d'harmonie d'E. Morera - Santiago Rusiñol: La casa del silenci - Lorenzi de Bradi: Les fieurettes - Joaquim Manel Gay: Teatres wagnerians | - S. Rusiñol: La cobla del pensil, La morfina, El mercat de Valencia - Ramon Casas: Henry Roujon - Pichot: Lorenzo di Bradi | Text de cel·la                 | Text de cel·la |
| 81 | 1/10/1901 | - Joan Maragall: La vida de las montanyas - Ch. Chanvin: Gorki et le Cas Nietzsche - Guillem A. Tell y Lafont: Egloga - Cristóbal de Domenech: Pompeyo Gener | - Joaquim Mir: La cala encantada, Sant Medí, Palma - R. Casas: R. Casellas - Villa: «Concurs de cigarrillos París» - Metticovitz: «Concurs de cigarrillos París» - Collivadino: «Concurs de cigarrillos París»                                               | Text de cel·la                 | Text de cel·la |
| 82 | 1/11/1901 | - Pompeius Gener: Frederic Nietzsche - Félix Escalas: Dalt d'un claper - Pincell: Henri de Toulouse-Lautrec - J. M. Jordá: Leopoldo Alas (Clarín) - J. Verdaguer: La mort del Escolá | - Fotografía: Estatua pel panteó de la familia Mundet, d'Arenys de Mar, Joseph Llimona; Desolació, Llorens Rosselló - J. Lluís Pellicer: Estudi pel quadro, els quintos - Maurín: Henri de Touluse-Lautrec - Touluse-Lautrec: Cartell de la Revue du Blanche | Text de cel·la                 | Text de cel·la |
| 83 | 1/12/1901 | - Joan Rosselló: Betlem de Nadal - Apeles Mestres: La meva estatua - Ernest Vendrell: La influencia moral de les minories intelligents - Touny-Lérys Nadal - Pinzell: Cartells i cartellistes | - Ramon Casas: Dibuix pel cartell de l'Avenç, Lluís Millet, Altra tarjeta de la casa Miró - Hohenstein: Círcol de Sant Lluc - Hassel: To your good health | Text de cel·la                 | - Antoni Ribera - Matías Crickboom - Raoul Pugno - M. Foulché Delbosc - Antoni Gispert - Touny-Lérys - Ermete Zacconi |
| 84 | 1/1/1902  | - Pinzell: Nonell - J. Pijoan: El poemet del pa - Eugeni Ors: La fi de l'Isidro Nonell | - Nonell: El barri de Pekin, Un pobre de París, El recó de un portal, Al llindar de la mort | Text de cel·la                 | Text de cel·la |
| 85 | 1/2/1902  | - Z.:En Lluis Bonnin - E. Ors: Boires-baixes - Milá del Sol: Concerts - Eduart L. Chavarri: Santiago Rusiñol en Valencia | - Lluis Bonnin: Il·lustracions de Boires Baixes - Ramon Casas: Pierrot - A. Riquer: Dibuix - Fotografía: Joies modelades per en J. Llimona | Text de cel·la                 | Text de cel·la |
| 86 | 1/3/1902  | - J. M. Sert: En Besnard dins l'art - J. Massó Torrents: El cavaller Mn. Jordi de Sant Jordi - Ernest Vendrell: Del nou Mestre en Gay Saber - Albert Lantoine: J'ai mis tout mon cceur en chansons                                                                                                 | - Ramon Casas: P. A. Besnard - P. A. Besnard: El port d'Alger, Poneys, Decoració de la capella de Berck - S. Rusiñol: Academia de nit | Text de cel·la                 | - Rodin |
| 87 | 1/4/1902  | - Pinzell: Meifren - H. Leriche: La Réforme du régime des Salons - Manel de Montoliu: Hero i Leandre | - Meifren: Cadequés, Nit de lluna - A. de Riquer: Ex-libris - Ramon Casas: F. Masriera | Text de cel·la                 | - Francisco Masriera                                                                                                  |
| 88 | 1/5/1902  | - Salvador Vilaregut: La Campana Submergida - La Sada Yacco a Barcelona - Domenech: La evolución del arte moderno - Miquel Utrillo: Pirineu catalá | - Ramon Casas: Die Versunkene Glocke, Weingastner - A. Riquer: Dibuix - Vogler: Die Versunkene Glocke - Xiró: Fantasía nietzcheana | Text de cel·la                 | - Wagner - Gerhart Hauptmann                                                                                          |

### Quarta Etapa: 1/01/1903 - 1/12/1903
| Nº  | Data      | Textos i Autors | Dibuixos i Autors | Exposicions i concursos   | Persolitats de les que es parla  |
| --- | --------- | --- | --- | ------------------------- | -------------------------------- |
| 89  | 1/1/1903  | - Apeles Mestres: Una conversa ab Mossén Cinto - Francisco Casanovas: Baldomero Galofre - P. Moles: Florilegio de poesías castellanas del Siglo XIX.                               | - Ramon Casas: Mossén Jacinto Verdaguer - Lerolle: La cullita de les patates - J. Torres García: Quadro - A. Riquer: Ex-libris                                                                                              | - L'Exposició d'Art Antic | - H. G. Wells                    |
| 90  | 1/2/1903  | - J. Pijoan: Apropósit d'una gramática - Luis de Zulueta: En momentos difíciles - G. Desdevises du DezertL'obra den Gaudy, judicada per un estranger. - Els 36 quadros den Rusiñol | - M. Feliu: Dibuix - Ramón Casas: W. Degouve - W. Degouve de Nuncques: Montserrat - S. Rusiñol: Jardí del pirata, Jardí de montanya                                                                                         | Text de cel·la            | Text de cel·la                   |
| 91  | 1/3/1903  | - Henri de Régnie:Le Cyprès | - Anders Zorn: La princesa Ingeborg de Dinamarca, Muller del princep Carles de S.& N, L'avia del autor - Fotografía: Ariadna, Dannecker; Penjoll d'argent daurat - Ramon Casas: L'Otello den Zacconi - A. Riquer: Ex-libris | Text de cel·la            | Text de cel·la                   |
| 92  | 1/4/1903  | - R. Moragas: La Schola Cantorum de Paris - AL CEL Per Jacinto Verdaguer, Pbre. | - L. Lerolle: El sermó | Text de cel·la            | Text de cel·la                   |
| 93  | 1/5/1903  | - J. Pous i Pagés: La planeta - Birger Mörner: Vreta - Rafael Moragas: Música i musiqueta                                                                                          | - Gosé: ¡Allons enfants de la patrie! - Ramon Casas: Daniel Ortiz - Maurici Vilomara: La decoració del pati blau - Ricard Opisso: Dibuix                                                                                    | Text de cel·la            | Text de cel·la                   |
| 94  | 1/6/1903  | - Teatralia - Rafael Moragas: Música - Lo pardal de la llengua tallada | Ramon Casas: Oscaganivets, La professó de Corpus, La carga | Text de cel·la            | Text de cel·la                   |
| 95  | 1/7/1903  | - Domingo García Pujol: Los héroes - Francisco de A. de Bofarull: El laberinto | - Fotografía: Estudi, Joseph Llimona; Maleina, Lambert Escaler - Ramon Casas: Joaquim Cabot | Text de cel·la            | - James Abbot Mac-Neill Whistler |
| 96  | 1/8/1903  | - Pierre Louys: Un cas jurídich sense precehent - Jacobus Sabartés: Rondalla | - Ramon Casas: Croquis | Text de cel·la            | - Angel Guimerá - Paul Gauguin   |
| 97  | 1/9/1903  | - Walt Whitman: Música orgullosa de la tempestad - Apeles Mestres: Del poema lírich "La Barca"                                                                                     | - Ramon Casas: Signora Palermi - Pidelasserra: El Luxemburg - Xiró: L'esquadra inglesa - Lluisa Vidal: Dibuix a la sanguina                                                                                                 | Text de cel·la            | - Joaquim Marsillach - Wagner    |
| 98  | 1/10/1903 | - M. Serra Johnson: "Tierra Baja" en Nueva York - Ramon Casas: Modesto Sanchez Ortiz                                                                                               | * Fotografía: El dolor i la resignació, Joseph Llimona; El secret, Bartholomé - X. Gosé: La mandrosa - Nonell: La garantia del ordre                                                                                        | Text de cel·la            | - Enric Borrás - Zola            |
| 99  | 1/11/1903 | - La Menestralería - E. Guanyabéns: Amunt! | - Pidelasserra: El Sena - S. Rusiñol: La riallera - Opisso: L'urbanisació de la plassa Catalunya - W. Degouwe De Nuncques: Els monjos, roques de Montserrat                                                                 | Text de cel·la            | - Charles Cottet - Phil May      |
| 100 | 1/12/1903 | - Nicolau Serrafina: Jardins d'Espanya - Pél & Ploma se'n va | - Ramon Casas: Invitació del Saló Parés - S. Rusiñol: Els xiprers vells - Picasso: Bailaora - Steinlein: Cartell | Text de cel·la            | - Camille Pissarro               |

## Impacte, difusió i llegat
Pèl i Ploma va estar vigent durant gairebé quatre anys, durant els quals va millorar el seu aspecte notablement i en què de vegades fins i tot van editar-se números extraordinaris, van regalar-se fascicles als subscriptors i fins algun dibuix original de Casas. Per tot això, es desprèn que Pèl i Ploma devia ser, si no reeixida, sí una empresa que funcionava plenament. Així mateix, Lupón apunta que la revista ràpidament va augmentar el seu nombre de subscriptors i anunciants.
El seu preu va variar al llarg dels anys. Començarà costant 10 cèntims l'exemplar normal, 15 els especials i 25 dels dobles. El segon any hi ha un augment de periodicitat i de pàgines (quinzenal i de vuit fulls) i amb això també una pujada del preu a 25 cèntims. Finalment, el tercer any es tornen a augmentar la periodicitat, les pàgines i el preu: mensual, de 32 fulls i una pesseta. Aquestes característiques són les mantingudes fins a la seva dissolució.
«Era possible subscriure's a la revista des de Barcelona, París, Londres, Brussel·les, Mèxic i més endavant a Buenos Aires.» Des de París els lectors de Pèl i Ploma van poder subscriure's a la revista des del seu primer exemplar en Edicions Sagot, a partir del segon en Boyveau Chevillet, i des del nou està a la venda en molts quioscs. A Londres el lloc per a subscriure's era Emilie Pelletier, a Brussel·les Libreries Istace, a Mèxic Agència Internacional i a Buenos Aires en l'editorial Joan Bonmatí.
Les subscripcions havien de ser molt atractives, ja que baixaven molt els preus de la revista i fins i tot en moltes ocasions venien acompanyats de regals. Així ho ha fet notar Gloria Camarero «per una quota anual, que quan més costava era 10 pts., i en un principi només 5 pts., rebien, a més a més de tots els números publicats en l'any, un dibuix original d'en Ramon Casas, 6 facsímils i un cartell anunciador de la revista». A partir del segon any, només s'admeten subscripcions per al Pèl i Ploma en català, encara que comença l'edició en castellà. També s'ha apuntat que dins del públic a qui anava dirigida (culte i d'economia folgada) Pèl i Ploma «va ser molt ben acollida», tant pel seu contingut gràfic com pels seus textos.
La difusió de Pèl i Ploma traspassaria les fronteres catalanes molt aviat. Prompte Clarín es va manifestar com un entusiasta de la revista, i encara va trigar menys l'exportació de la publicació catalana. Així, a partir del tercer número de Pèl i Ploma la revista es va poder trobar a París, Londres, Brussel·les, Mèxic, Buenos Aires, i més endavant en gairebé totes les ciutats franceses d'importància. Potser perquè Utrillo i Casas estaven part de l'any a París, potser perquè compartien amb els francesos ideals, Pèl i Ploma va ser especialment reeixida a França, i encara que Utrillo sempre va voler fer una versió francesa de la revista mai va portar a terme aquesta idea, cosa que si faria més tard amb Forma. Forma de fet, com a descendent de Pèl i Ploma, conservarà molts dels seus elements. Entre ells estaria la continuació de la sèrie de retrats a carbonets de personalitats de la cultura catalana que Ramon Casas va iniciar en els primers números de Pèl i Ploma.

## Bibliografia

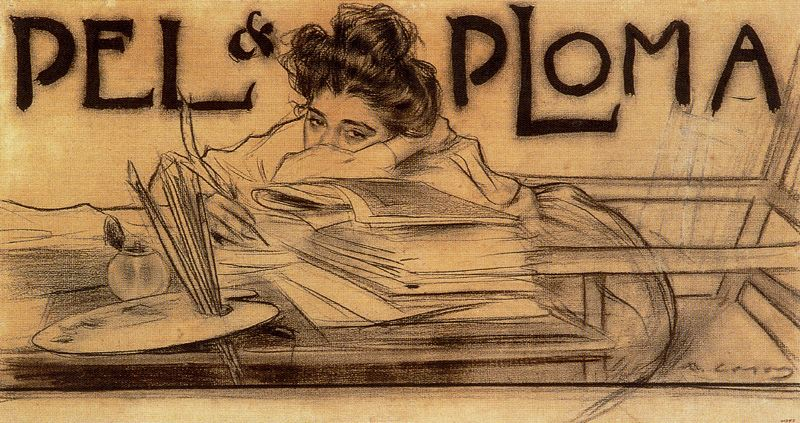
Capçalera per a la revista «Pèl & Ploma», de Ramon Casas